# Кацпер Смолінський
Кацпер Смолінський (пол. Kacper Smoliński, нар. 7 лютого 2001, Полиці, Польща) — польський футболіст, півзахисник клубу «Погонь» (Щецин) та молодіжної збірної Польщі.

## Ігрова кар'єра

### Клубна
Кацпер Смолінський народився у містечку Полиці, що у Західнопоморському воєводстві. Грати у футбол почав у головній команді регіону - «Погонь» з міста Щецин. Першу гру в основі Смолінський провів 29 червня 2020 року. Вже в своєму другому матчі Кацпер відмітився забитим голом.

### Збірна
Весною 2021 року Смолінський дебютував у складі молодіжної збірної Польщі.